# 1967-es magyar úszóbajnokság
Az 1967-es magyar úszóbajnokságot szeptemberben rendezték meg a Nemzeti Sportuszodában

## Eredmények

### Férfiak
| Versenyszám            | Arany                                                                  | Arany   | Ezüst                                                                 | Ezüst   | Bronz                                                                     | Bronz   |
| ---------------------- | ---------------------------------------------------------------------- | ------- | --------------------------------------------------------------------- | ------- | ------------------------------------------------------------------------- | ------- |
| 100 m gyorsúszás       | Kucsera Gábor Bp. Honvéd                                               | 56,1    | Dobai Gyula MTK                                                       | 56,4    | Mártonffy Tamás Egri Dózsa                                                | 56,9    |
| 200 m gyorsúszás       | Jaczó László Orvosegyetemi SC                                          | 2:05,2  | Dobai Gyula MTK                                                       | 2:06,3  | Csatlós Csaba Egri Dózsa                                                  | 2:07,1  |
| 400 m gyorsúszás       | Kosztolánczy György Újpesti Dózsa                                      | 4:27,8  | Borlói Mátyás Ferencvárosi TC                                         | 4:27,8  | Hevesi László Egri Dózsa                                                  | 4:31,1  |
| 1500 m gyorsúszás      | Kosztolánczy György Újpesti Dózsa                                      | 17:54,6 | Hevesi László Egri Dózsa                                              | 17:55,1 | Borlói Mátyás Ferencvárosi TC                                             | 18:11,6 |
| 100 m hátúszás         | Csikány József Ferencvárosi TC                                         | 1:03,0  | Cseh László Bp. Építők                                                | 1:03,0  | Kosztolánczy György Újpesti Dózsa                                         | 1:05,4  |
| 200 m hátúszás         | Borlói Mátyás Ferencvárosi TC                                          | 2:18,1  | Cseh László Bp. Építők                                                | 2:20,0  | Csikány József Ferencvárosi TC                                            | 2:20,7  |
| 100 m mellúszás        | Lenkei Ferenc BVSC                                                     | 1:11,3  | Somlai Gábor Újpesti Dózsa                                            | 1:11,5  | Ali Csaba Egri Dózsa                                                      | 1:12,0  |
| 200 m mellúszás        | Somlai Gábor Újpesti Dózsa                                             | 2:38,62 | Ali Csaba Egri Dózsa                                                  | 2:38,64 | Csinger Márton BVSC                                                       | 2:41,8  |
| 100 m pillangóúszás    | Lázár Péter Ferencvárosi TC                                            | 1:01,4  | Cseh László Bp. Építők                                                | 1:02,2  | Csaba László Ferencvárosi TC                                              | 1:03,1  |
| 200 m pillangóúszás    | Ali Csaba Egri Dózsa                                                   | 2:16,8  | Lázár Péter Ferencvárosi TC                                           | 2:17,0  | Jávor Péter Újpesti Dózsa                                                 | 2:21,0  |
| 200 m vegyes úszás     | Lázár Péter Ferencvárosi TC                                            | 2:20,6  | Lenkei Ferenc BVSC                                                    | 2:21,0  | Ali Csaba Egri Dózsa                                                      | 2:21,1  |
| 400 m vegyes úszás     | Kosztolánczy György Újpesti Dózsa                                      | 5:00,6  | Jávor Péter Újpesti Dózsa                                             | 5:10,7  | Hevesi László Egri Dózsa                                                  | 5:13,3  |
| 4 × 100 m gyorsváltó   | Ferencvárosi TC Lázár Péter Csikány József Szendrő Miklós Csaba László | 3:48,6  | Bp. Honvéd Kucsera Gábor Görgényi István Becsei Béla Kiricsi János    | 3:51,6  | BVSC Szentirmay István Száll Antal Balási Péter Lenkei Ferenc             | 3:53,3  |
| 4 × 200 m gyorsváltó   | Egri Dózsa Mártonffy Tamás Hevesi László Ali Csaba Csatlós Csaba       | 8:33,6  | Ferencvárosi TC Borlói Mátyás Csaba László Csikány József Lázár Péter | 8:34,7  | Bp. Honvéd Becsei Béla Görgényi István Simándi Árpád Kucsera Gábor        | 8:49,9  |
| 4 × 100 m vegyes váltó | Ferencvárosi TC Csikány József Dávid Gyula Lázár Péter Csaba László    | 4:15,8  | BVSC Lenkei Ferenc Csinger Márton Szentirmay István Balási Péter      | 4:20,0  | Újpesti Dózsa Kosztolánczy György Somlai Gábor Jávor Péter Bártfai László | 4:21,6  |

### Nők
| Versenyszám            | Arany                                                              | Arany   | Ezüst                                                              | Ezüst   | Bronz                                                                   | Bronz   |
| ---------------------- | ------------------------------------------------------------------ | ------- | ------------------------------------------------------------------ | ------- | ----------------------------------------------------------------------- | ------- |
| 100 m gyorsúszás       | Kovács Edit BVSC                                                   | 1:03,6  | Kovács Zsuzsa Újpesti Dózsa                                        | 1:04,1  | Gyarmati Andrea BVSC                                                    | 1:04,2  |
| 200 m gyorsúszás       | Turóczy Judit BVSC                                                 | 2:18,1  | Bukolyi Edit Egri Dózsa                                            | 2:24,4  | Szentesi Éva Bp. Honvéd                                                 | 2:25,1  |
| 400 m gyorsúszás       | Fodor Judit Ferencvárosi TC                                        | 5:07,4  | Bukolyi Edit Egri Dózsa                                            | 5:11,9  | Törzs Mária Újpesti Dózsa                                               | 5:13,8  |
| 800 m gyorsúszás       | Fodor Judit Ferencvárosi TC                                        | 10:37,5 | Törzs Mária Újpesti Dózsa                                          | 10:38,3 | Kiss Zsuzsa Bp. Honvéd                                                  | 10:50,9 |
| 100 m hátúszás         | Balla Mária Ferencvárosi TC                                        | 1:11,1  | Pók Edina Ferencvárosi TC                                          | 1:13,1  | Gyarmati Andrea BVSC                                                    | 1:13,4  |
| 200 m hátúszás         | Balla Mária Ferencvárosi TC                                        | 2:34,0  | Turóczy Judit BVSC                                                 | 2:34,3  | Pók Edina Ferencvárosi TC                                               | 2:38,9  |
| 100 m mellúszás        | Kovács Edit BVSC                                                   | 1:20,1  | Brandi Mária Bp. Honvéd                                            | 1:22,1  | Ludányi Mária Újpesti Dózsa                                             | 1:23,4  |
| 200 m mellúszás        | Egerváry Márta Ferencvárosi TC                                     | 2:56,7  | Tóth Magda Orosházi Spartacus                                      | 2:59,8  | Gábor Edit Békéscsabai Kötöttárugyár                                    | 3:00,3  |
| 100 m pillangóúszás    | Gyarmati Andrea BVSC                                               | 1:09,2  | Egerváry Márta Ferencvárosi TC                                     | 1:10,1  | Kovács Edit BVSC                                                        | 1:11,9  |
| 200 m pillangóúszás    | Egerváry Márta Ferencvárosi TC                                     | 2:39,2  | Gyarmati Andrea BVSC                                               | 2:42,4  | Soltész Ágota Vasas                                                     | 2:51,2  |
| 200 m vegyes úszás     | Turóczy Judit BVSC                                                 | 2:37,3  | Gágyor Vera BVSC                                                   | 2:41,6  | Szentesi Éva Bp. Honvéd                                                 | 2:43,1  |
| 400 m vegyes úszás     | Egerváry Márta Ferencvárosi TC                                     | 5:36,7  | Gágyor Vera BVSC                                                   | 5:47,6  | Kovács Zsuzsa Újpesti Dózsa                                             | 5:50,5  |
| 4 × 100 m gyorsváltó   | BVSC Kovács Edit Gágyor Vera Gyarmati Andrea Turóczy Judit         | 4:25,5  | Újpesti Dózsa Ludányi Mária Korényi Olga Törzs Mária Kovács Zsuzsa | 4:28,0  | Ferencvárosi TC Szatmári Katalin Élthes Eszter Egerváry Márta Pók Edina | 4:33,2  |
| 4 × 100 m vegyes váltó | Ferencvárosi TC Balla Mária Csapó Katalin Egerváry Márta Pók Edina | 4:52,6  | BVSC Gyarmati Andrea Kovács Edit Gágyor Vera Turóczy Judit         | 4:54,3  | Újpesti Dózsa Korényi Olga Ludányi Mária Gerbán Zsuzsa Kovács Zsuzsa    | 4:55,9  |